# مرگ در لاردو پرسه می‌زند
مرگ در لاردو پرسه می‌زند (انگلیسی: Death Walks in Laredo) با نام اصلی سه تپانچه علیه سزار (ایتالیایی: Tre pistole contro Cesare) فیلمی ایتالیایی در سبک وسترن اسپاگتی است که در سال ۱۹۶۷ منتشر شد. این فیلم در الجزیره ساخته شد و اندکی متأثر از سبک شمشیر و صندل است.

## گزیدهٔ بازیگران
- توماس هانتر
- جیمز شیگتا
- انریکو ماریا سالرنو
- دلیا بوکاردو
- فمی بنوسی
- اومبرتو دورسی